# HD 99706
HD 99706 — одиночная звезда в созвездии Большой Медведицы на расстоянии приблизительно 480 световых лет (около 147 парсек) от Солнца. Видимая звёздная величина звезды — +7,64m. Возраст звезды определён как около 2,1 млрд лет.
Вокруг звезды обращается, как минимум, две планеты.

## Характеристики
HD 99706 — оранжевая звезда спектрального класса K0. Масса — около 2,153 солнечной, радиус — около 6,619 солнечного, светимость — около 20,057 солнечной. Эффективная температура — около 4840 K.

## Планетная система
В 2011 году группой астрономов, работающих с данными обсерватории Кека, было объявлено об открытии планеты HD 99706 b. Она является газовым гигантом с массой, равной 1,4 массы Юпитера. Планета обращается вокруг родительской звезды на расстоянии 2,14 а.е.; год на ней длится приблизительно 868 суток. Открытие HD 99706 b было совершено методом Доплера.
В 2010 году группой астрономов у звезды обнаружена планета HD 99706 c.
В 2019 году учёными, анализирующими данные проектов HIPPARCOS и Gaia, у звезды обнаружена планета HIP 55994 d.